# Eleocharis fassettii
Eleocharis fassettii là loài thực vật có hoa trong họ Cói. Loài này được S.González & P.M.Peterson mô tả khoa học đầu tiên năm 2008.